# Sandro Lopopolo
Sandro Lopopolo (ur. 18 grudnia 1939 w Mediolanie, zm. 26 kwietnia 2014 w Mediolanie) – włoski bokser kategorii lekkiej. Były mistrz świata federacji WBC i WBA

## Igrzyska olimpijskie
W 1960 podczas letnich igrzysk olimpijskich w Rzymie zdobył srebrny medal w kategorii lekkiej (przegrał w finale z Polakiem Kazimierzem Paździorem).

## Kariera Zawodowa
W 1961 został bokserem zawodowym. 29 kwietnia 1966 w walce o mistrzostwo świata organizacji WBC i WBA pokonał Carlosa Hernándeza z Wenezueli. Tytuł stracił po walce z Takeshim Fujim. Walkę przegrał w 2 rundzie przez techniczny nokaut).